# Whānau
Whānau to w języku maoryskim słowo używane na oznaczenie większej rodziny lub rodu, coraz częściej używany w nowozelandzkiej odmianie języka angielskiego, szczególnie w oficjalnych publikacjach.
Dla Māori słowo to ma również inne znaczenia: czasownikowo rodzić, a rzeczownikowo rodzaj.
Whānau stanowi podstawową, najmniejszą część składową hapū (klanu), a wraz z nim  wchodzi w skład iwi (plemienia).